# Tvåspaltsmanus
Tvåspaltsmanus, format för manus som skrivs inom svensk TV.

## Användningsområde
Detta format är på utdöende, även om Sveriges Television fortfarande använder det för sina produktioner. Många andra svenska TV-produktionsbolag använder TV-manus eller American Screen Standard.

## Utseende
Tvåspaltsmanus har, som namnet anger, två spalter. I den vänstra finns allt som inspelningsteamet behöver veta: plats, tidpunkt och scenanvisningar. I den högra finns dialogen. Fördelarna med att dela upp manuset på det här sättet är att dialogen blir väldigt tydligt särskild från allt praktiskt, och att det finns gott om utrymme för till exempel regissören att skriva i manuset.